# Берівський простір
Берівський простір — вид топологічних просторів, названий на честь французького математика Рене-Луї Бера.
Нехай {\displaystyle (X,\tau )} — топологічний простір. Тоді {\displaystyle X} називається берівським простором якщо перетин зліченної кількості відкритих щільних множин буде щільною підмножиною {\displaystyle X}.

## Приклади
- Простір дійсних чисел {\displaystyle \mathbb {R} } і загалом кожен евклідів простір {\displaystyle \mathbb {R} ^{n}} є простором Бера.
- Кожен дискретний простір є берівським простором.
- Довільний повний метричний простір і локально компактний гаусдорфів простір є просторами Бера.
- Множина Кантора є берівським простором.

## Властивості
Нехай {\displaystyle (X,\tau )} — топологічний простір. Наступні твердження є рівносильними:
- {\displaystyle X} є берівським простором,
- жодна відкрита непуста підмножина {\displaystyle X} не є множиною першої категорії,
- Множина внутрішніх точок зліченної суми замкнутих ніде не щільних множин є пустою,
- для кожних замкнутих множин {\displaystyle F_{1},F_{2},F_{3},\ldots \subseteq X}, якщо {\displaystyle {\rm {int}}{\big (}\bigcup \limits _{i=1}^{\infty }F_{i}{\big )}\neq \emptyset }, то {\displaystyle {\rm {int}}(F_{i})\neq \emptyset } для деякого {\displaystyle i}.